# Limnodriloides sacculus
Limnodriloides sacculus är en ringmaskart som beskrevs av Erséus 1990. Limnodriloides sacculus ingår i släktet Limnodriloides och familjen glattmaskar. Inga underarter finns listade i Catalogue of Life.